# Need for Speed Heat
 (janvier 2020).
Need for Speed Heat est un jeu vidéo de course sorti le 8 novembre 2019 sur Windows, PlayStation 4 et Xbox One. Il est développé par Ghost Games et édité par Electronic Arts.

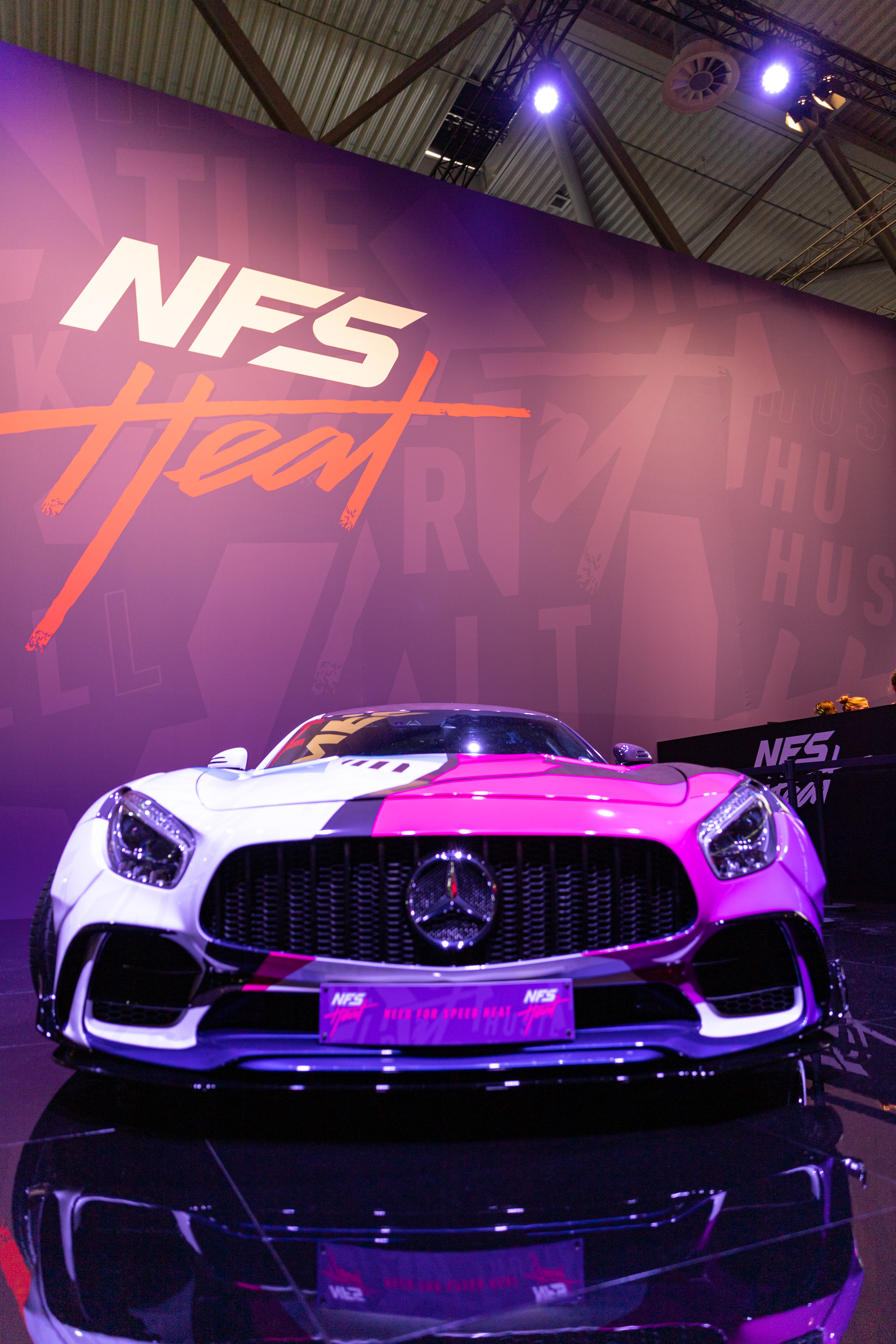
Stand Need for Speed Heat au Gamescon 2019.

Il fait suite à Need for Speed Payback, sorti deux ans plus tôt. Need for Speed Unbound est sa suite, sortie en 2022.

## Système de jeu
La conduite est très typée arcade, comme habituellement pour la série. Need for Speed Heat comprend des courses de jour ainsi que de nuit, dont le principe diffère. La journée, il s'agit de participer à des courses légales pour gagner de l'argent. La nuit, on prend part à des courses de rue permettant d'augmenter sa réputation, et durant lesquelles la police poursuit les voitures.
Le jeu se déroule dans la ville de Palm City, inspirée de Miami, en Floride.
Il est possible de personnaliser les véhicules, aussi bien au niveau des performances que sur l'aspect visuel, par exemple avec des kits de carrosserie, des jantes ou des ailerons. De nouvelles voitures sont également disponibles.

## Développement
Le jeu est développé par le studio suédois Ghost Games, comme pour les épisodes précédents.
Il est présenté lors de la Gamescom en août 2019, et est sorti le 8 novembre 2019.
En 2020, à la suite du transfert d'un grand nombre d'employés de Ghost Games chez Criterion, c'est Criterion Games, au Royaume-Uni, qui prend en charge le développement du contenu additionnel.

## Accueil
Quand vous arrivez dans le jeu le menu vous affichera plusieurs options de jeu :en ligne, solo, boutique, info.